# Kathrinhagen
Kathrinhagen è una frazione (Ortsteil) del comune di Auetal, nel land della Bassa Sassonia, in Germania.

## Storia
Già comune autonomo nel circondario della contea di Schaumburg, fu soppresso e incorporato a Rehren il 1º marzo 1974; insieme con Rehren, fu unito ad Auetal il 1º aprile successivo.